# Myrmoborus leucophrys
Myrmoborus leucophrys là một loài chim trong họ Thamnophilidae.